# Виктор Марсељски
Виктор Марсељски је хришћански мученик који је страдао током прогона цара Максимијана. Православна црква га помиње 21. јула.
Виктор је био римски официр који је служио у Марсељу. Након што је јавно одбио да учествује у приношењу жртве идолима, ухваћен је и одведен цару Максимијану, који је га је бацио у затвор тамницу где је мучен. Виктору је понуђено да стави тамјан на идола Јупитера, али Виктор га је с гађењем шутнуо, након чега је погубљен тако што је стављен између млинских камена. Страдао је 304. године.
Почетком 5. века, на месту Викторовог мучеништва у Марсеју, епископ Јован Касијан основао је манастир, који је касније трансформисан у опатију Саинт Виктор. Тада се поштовање Виктора из Марсеја проширило широм Европе. У 6. веку поштовање Виктора помињу Венантије Фортунат и Гргур Турски. Рабан Маурус (9. век) сматрао је Виктора марсејским епископом. У 12. веку, поред марсејске опатије Свети Виктор, славу је стекла и опатија на периферији Париза, где су уметност и наука цветале. Мошти светог Виктора, чуване у париској опатији, спаљене су током француске буржоаске револуције као и сама опатија.
Свети Виктор је заштитник града Талина. Викторов живот и мучеништво приказани су на олтару св. Николе из 15. века (данас музеј и концертна сала).
Дана 9. марта 2017. године, одлуком Светог синода Руске православне цркве, име мученика Победника Марсејског увршћено је у канон светих Руске православне цркве.